# Julian Draxler
Julian Draxler (Gladbeck, 20 settembre 1993) è un calciatore tedesco, centrocampista dell'Al-Ahli Doha. Con la nazionale tedesca si è laureato campione del mondo nel 2014.

## Caratteristiche tecniche
Draxler è un'ala sinistra che può giocare anche sulla destra o come trequartista in un 4-2-3-1 o come mezzala in un centrocampo a 3 . È in grado di utilizzare entrambi i piedi anche se privilegia il destro. Molto abile tecnicamente, fa del dribbling e della velocità alcune delle sue armi migliori. Possiede inoltre un ottimo tiro dalla distanza.
Nel 2012 è stato inserito nella lista dei migliori calciatori nati dopo il 1991 stilata dalla rivista Don Balón.

## Carriera

### Club

#### Gli inizi, Schalke 04
Dopo dieci anni nelle giovanili dello Schalke 04, debutta a 17 anni in Bundesliga con la prima squadra il 15 gennaio 2011 nella partita persa per 1-0 contro l'Amburgo, diventando il quarto più giovane di questo campionato. Segna il suo primo gol nel quarto di finale di Coppa di Germania ai tempi supplementari contro il Norimberga (3-2). Nella stessa stagione esordisce in UEFA Champions League. Il 26 aprile gioca la semifinale di UEFA Champions League persa per 2-0 contro il Manchester United. Il 21 maggio segna, con un tiro da fuori area, in finale di Coppa di Germania contro il Duisburg contribuendo alla vittoria per 5-0.

#### Wolfsburg
Il 31 agosto 2015 passa ufficialmente al Wolfsburg per 36 milioni di euro, dove firma un contratto di cinque anni a 5 milioni netti a stagione. Sceglie la maglia numero 10, la stessa che aveva allo Schalke 04.

#### Paris Saint-Germain e prestito al Benfica
Dopo 45 presenze e 8 gol, il 24 dicembre 2016 per alcuni dissapori con il club tedesco viene ceduto al Paris Saint-Germain per 45 milioni di euro, firmando un contratto fino al 2021. Il 7 gennaio 2017 segna all'esordio il suo primo gol con la maglia del club di Parigi nella vittoria contro il Bastia durante la Coppa di Francia 2016-2017, fissando il definitivo 7-0. Il 14 gennaio seguente segna anche al debutto in Ligue 1, decidendo la partita vinta, proprio grazie alla sua marcatura, contro il Rennes. Il 1º febbraio segna la sua prima doppietta nella partita di ritorno contro il Rennes (4-0). Il 14 febbraio 2017, al suo debutto in Champions League, segna il momentaneo 2-0 nella partita contro il Barcellona, battuto per 4-0. A fine stagione mette assieme 25 presenze e 10 reti. Nelle successive cinque stagioni milita con i parigini, vincendo quattro campionati francesi.
Il 1º settembre 2022 passa in prestito per una stagione al Benfica. Al termine della stagione, in cui vince il campionato portoghese, fa ritorno al club parigino, non rientrando però nel progetto tecnico del nuovo allenatore Luis Enrique. Lascia il Paris Saint-Germain dopo cinque stagioni e mezza, avendo collezionato 198 presenze e 26 reti in tutte le competizioni e avendo vinto 15 trofei.

#### Al-Ahli Doha
Il 18 settembre 2023 viene ufficializzato il suo trasferimento all'Al-Ahli Doha, club della Qatar Stars League.

### Nazionale

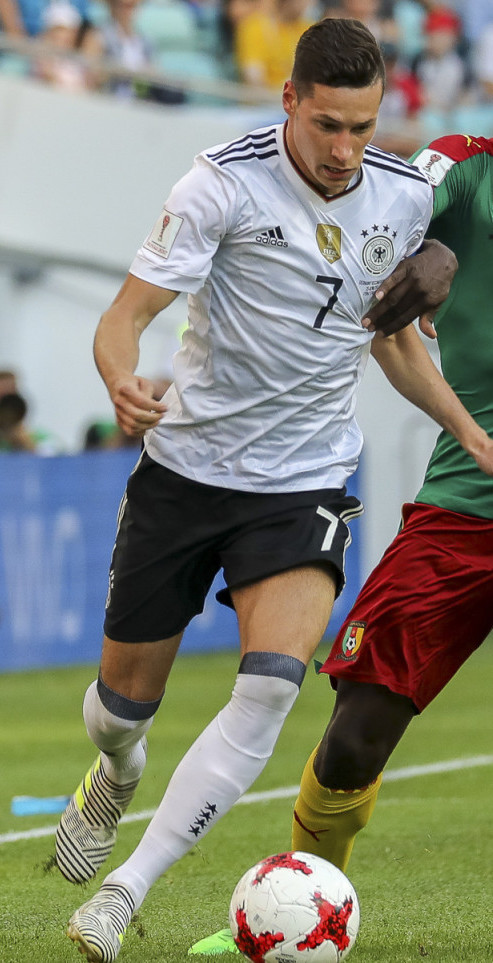
Draxler con la nazionale tedesca nel 2017.

Con la selezione Under-18 tedesca ha collezionato 8 presenze e un gol. Segna all'esordio con l'Under-21 l'8 agosto 2011 nella partita valida per le qualificazioni agli Europei di categoria del 2013 contro i pari età di Cipro.
Il 26 maggio 2012 esordisce in nazionale maggiore nella sfida amichevole contro la Svizzera giocata a Basilea persa per 5-3. Il 2 giugno 2013 segna il suo primo gol con la maglia tedesca, andando in rete contro gli Stati Uniti nell'amichevole poi persa 4-3. Il 13 maggio 2014 indossa per la prima volta la fascia di capitano della Germania nell'amichevole contro la Polonia, divenendo, all'età di 20 anni e 235 giorni, il più giovane capitano nella storia della Nationalmannschaft, avendo battuto Christian Schmidt. Viene convocato per il mondiale 2014 e il 13 luglio 2014 si laurea campione del mondo dopo la vittoria in finale sull'Argentina per 1-0, ottenuta grazie al gol decisivo di Götze durante i tempi supplementari.
Convocato per l'europeo 2016 in Francia, nei quali realizza anche un gol in semirovesciata, siglando il definitivo 3-0 contro la Slovacchia agli ottavi di finale. Ai quarti di finale, la Germania ritrova l'Italia, sua storica rivale, e saranno i calci di rigore (7-6 dopo che i tempi supplementari si erano chiusi sull'1-1) a decidere il passaggio dei tedeschi in semifinale. Durante la serie di rigori, Draxler riesce nel proprio tentativo. Il cammino della Germania verso la Coppa d'Europa si arresta, come quattro anni prima, in semifinale, con la sconfitta per 2-0 contro i padroni di casa della Francia.
Viene convocato per la Confederations Cup 2017 in Russia, vincendo il trofeo e venendo eletto miglior giocatore del torneo. Al campionato mondiale 2018, edizione in cui i tedeschi vengono eliminati alla fase a gironi, chiude il cammino senza segnare.
Nel 2021 non viene convocato per l'Europeo.

## Statistiche

### Presenze e reti nei club
Statistiche aggiornate al 18 settembre 2023.
| Stagione                   | Squadra                    | Campionato                 | Campionato | Campionato | Coppe nazionali | Coppe nazionali | Coppe nazionali | Coppe continentali | Coppe continentali | Coppe continentali | Altre coppe | Altre coppe | Altre coppe | Totale |      |
| Stagione                   | Squadra                    | Comp                       | Pres       | Reti       | Comp            | Pres            | Reti            | Comp               | Pres               | Reti               | Comp        | Pres        | Reti        | Pres   | Reti |
| -------------------------- | -------------------------- | -------------------------- | ---------- | ---------- | --------------- | --------------- | --------------- | ------------------ | ------------------ | ------------------ | ----------- | ----------- | ----------- | ------ | ---- |
| 2010-2011                  | Schalke 04                 | BL                         | 15         | 1          | CG              | 3               | 2               | UCL                | 6                  | 0                  | -           | -           | -           | 24     | 3    |
| 2011-2012                  | Schalke 04                 | BL                         | 30         | 2          | CG              | 2               | 1               | UEL                | 13                 | 2                  | SG          | 1           | 0           | 46     | 5    |
| 2012-2013                  | Schalke 04                 | BL                         | 30         | 10         | CG              | 3               | 2               | UCL                | 6                  | 1                  | -           | -           | -           | 39     | 13   |
| 2013-2014                  | Schalke 04                 | BL                         | 26         | 2          | CG              | 2               | 0               | UCL                | 10                 | 4                  | -           | -           | -           | 38     | 6    |
| 2014-2015                  | Schalke 04                 | BL                         | 15         | 2          | CG              | 1               | 0               | UCL                | 3                  | 0                  | -           | -           | -           | 19     | 2    |
| ago. 2015                  | Schalke 04                 | BL                         | 3          | 1          | CG              | 1               | 0               | UEL                | 0                  | 0                  | -           | -           | -           | 4      | 1    |
| Totale Schalke 04          | Totale Schalke 04          | Totale Schalke 04          | 119        | 18         |                 | 12              | 5               |                    | 38                 | 7                  |             | 1           | 0           | 170    | 30   |
| 2015-2016                  | Wolfsburg                  | BL                         | 21         | 5          | CG              | 1               | 0               | UCL                | 9                  | 3                  | -           | -           | -           | 31     | 8    |
| 2016-gen. 2017             | Wolfsburg                  | BL                         | 13         | 0          | CG              | 1               | 0               | -                  | -                  | -                  | -           | -           | -           | 14     | 0    |
| Totale Wolfsburg           | Totale Wolfsburg           | Totale Wolfsburg           | 34         | 5          |                 | 2               | 0               |                    | 9                  | 3                  |             | -           | -           | 45     | 8    |
| gen.-giu. 2017             | Paris Saint-Germain        | L1                         | 17         | 4          | CF+CdL          | 5+1             | 4+1             | UCL                | 2                  | 1                  | SF          | -           | -           | 25     | 10   |
| 2017-2018                  | Paris Saint-Germain        | L1                         | 30         | 4          | CF+CdL          | 6+3             | 0+1             | UCL                | 8                  | 0                  | SF          | 0           | 0           | 47     | 5    |
| 2018-2019                  | Paris Saint-Germain        | L1                         | 31         | 3          | CF+CdL          | 6+2             | 2+0             | UCL                | 7                  | 0                  | SF          | 0           | 0           | 46     | 5    |
| 2019-2020                  | Paris Saint-Germain        | L1                         | 11         | 0          | CF+CdL          | 4+2             | 0               | UCL                | 5                  | 0                  | SF          | 0           | 0           | 22     | 0    |
| 2020-2021                  | Paris Saint-Germain        | L1                         | 24         | 4          | CF              | 5               | 0               | UCL                | 5                  | 0                  | SF          | 0           | 0           | 34     | 4    |
| 2021-2022                  | Paris Saint-Germain        | L1                         | 18         | 2          | CF              | 1               | 0               | UCL                | 4                  | 0                  | SF          | 1           | 0           | 24     | 2    |
| Totale Paris Saint-Germain | Totale Paris Saint-Germain | Totale Paris Saint-Germain | 131        | 17         |                 | 35              | 8               |                    | 31                 | 1                  |             | 1           | 0           | 198    | 26   |
| 2022-2023                  | Benfica                    | PL                         | 10         | 1          | CP+CdL          | 2+3             | 0+1             | UCL                | 3                  | 0                  | -           | -           | -           | 18     | 2    |
| set. 2023-2024             | Al-Ahli Doha               | QSL                        | 4          | 2          | QSC+EQC         | 0               | 0               | -                  | -                  | -                  | CQ          | 0           | 0           | 0      | 0    |
| Totale carriera            | Totale carriera            | Totale carriera            | 298        | 42         |                 | 54              | 14              |                    | 81                 | 11                 |             | 2           | 0           | 431    | 66   |

### Cronologia presenze e reti in nazionale
| Cronologia completa delle presenze e delle reti in nazionale ― Germania | Cronologia completa delle presenze e delle reti in nazionale ― Germania | Cronologia completa delle presenze e delle reti in nazionale ― Germania | Cronologia completa delle presenze e delle reti in nazionale ― Germania | Cronologia completa delle presenze e delle reti in nazionale ― Germania | Cronologia completa delle presenze e delle reti in nazionale ― Germania | Cronologia completa delle presenze e delle reti in nazionale ― Germania | Cronologia completa delle presenze e delle reti in nazionale ― Germania |
| Data                                                                    | Città                                                                   | In casa                                                                 | Risultato                                                               | Ospiti                                                                  | Competizione                                                            | Reti                                                                    | Note                                                                    |
| ----------------------------------------------------------------------- | ----------------------------------------------------------------------- | ----------------------------------------------------------------------- | ----------------------------------------------------------------------- | ----------------------------------------------------------------------- | ----------------------------------------------------------------------- | ----------------------------------------------------------------------- | ----------------------------------------------------------------------- |
| 26-5-2012                                                               | Basilea                                                                 | Svizzera                                                                | 5 – 3                                                                   | Germania                                                                | Amichevole                                                              | -                                                                       | 62’                                                                     |
| 7-9-2012                                                                | Hannover                                                                | Germania                                                                | 3 – 0                                                                   | Fær Øer                                                                 | Qual. Mondiali 2014                                                     | -                                                                       | 88’                                                                     |
| 14-11-2012                                                              | Amsterdam                                                               | Paesi Bassi                                                             | 0 – 0                                                                   | Germania                                                                | Amichevole                                                              | -                                                                       | 90’                                                                     |
| 22-3-2013                                                               | Astana                                                                  | Kazakistan                                                              | 0 – 3                                                                   | Germania                                                                | Qual. Mondiali 2014                                                     | -                                                                       | 19’                                                                     |
| 29-5-2013                                                               | Boca Raton                                                              | Germania                                                                | 4 – 2                                                                   | Ecuador                                                                 | Amichevole                                                              | -                                                                       | 56’                                                                     |
| 2-6-2013                                                                | Washington                                                              | Stati Uniti                                                             | 4 – 3                                                                   | Germania                                                                | Amichevole                                                              | 1                                                                       |                                                                         |
| 6-9-2013                                                                | Monaco di Baviera                                                       | Germania                                                                | 3 – 0                                                                   | Austria                                                                 | Qual. Mondiali 2014                                                     | -                                                                       | 90’                                                                     |
| 10-9-2013                                                               | Tórshavn                                                                | Fær Øer                                                                 | 0 – 3                                                                   | Germania                                                                | Qual. Mondiali 2014                                                     | -                                                                       | 74’                                                                     |
| 15-10-2013                                                              | Stoccolma                                                               | Svezia                                                                  | 3 – 5                                                                   | Germania                                                                | Qual. Mondiali 2014                                                     | -                                                                       | 82’                                                                     |
| 19-11-2013                                                              | Londra                                                                  | Inghilterra                                                             | 0 – 1                                                                   | Germania                                                                | Amichevole                                                              | -                                                                       | 67’                                                                     |
| 13-5-2014                                                               | Amburgo                                                                 | Germania                                                                | 0 – 0                                                                   | Polonia                                                                 | Amichevole                                                              | -                                                                       | Cap.                                                                    |
| 8-7-2014                                                                | Belo Horizonte                                                          | Brasile                                                                 | 1 – 7                                                                   | Germania                                                                | Mondiali 2014 - Semifinale                                              | -                                                                       | 76’                                                                     |
| 3-9-2014                                                                | Düsseldorf                                                              | Germania                                                                | 2 – 4                                                                   | Argentina                                                               | Amichevole                                                              | -                                                                       | 20’ 33’                                                                 |
| 11-10-2014                                                              | Varsavia                                                                | Polonia                                                                 | 2 – 0                                                                   | Germania                                                                | Qual. Euro 2016                                                         | -                                                                       | 71’                                                                     |
| 14-10-2014                                                              | Gelsenkirchen                                                           | Germania                                                                | 1 – 1                                                                   | Irlanda                                                                 | Qual. Euro 2016                                                         | -                                                                       | 70’                                                                     |
| 13-11-2015                                                              | Saint-Denis                                                             | Francia                                                                 | 2 – 0                                                                   | Germania                                                                | Amichevole                                                              | -                                                                       | 61’                                                                     |
| 29-3-2016                                                               | Monaco di Baviera                                                       | Germania                                                                | 4 – 1                                                                   | Italia                                                                  | Amichevole                                                              | -                                                                       | 85’                                                                     |
| 29-5-2016                                                               | Augusta                                                                 | Germania                                                                | 1 – 3                                                                   | Slovacchia                                                              | Amichevole                                                              | -                                                                       |                                                                         |
| 4-6-2016                                                                | Gelsenkirchen                                                           | Germania                                                                | 2 – 0                                                                   | Ungheria                                                                | Amichevole                                                              | -                                                                       | 60’                                                                     |
| 12-6-2016                                                               | Lilla                                                                   | Germania                                                                | 2 – 0                                                                   | Ucraina                                                                 | Euro 2016 - 1º turno                                                    | -                                                                       | 78’                                                                     |
| 16-6-2016                                                               | Parigi                                                                  | Germania                                                                | 0 – 0                                                                   | Polonia                                                                 | Euro 2016 - 1º turno                                                    | -                                                                       | 71’                                                                     |
| 26-6-2016                                                               | Lilla                                                                   | Germania                                                                | 3 – 0                                                                   | Slovacchia                                                              | Euro 2016 - Ottavi di finale                                            | 1                                                                       | 72’                                                                     |
| 2-7-2016                                                                | Bordeaux                                                                | Germania                                                                | 1 – 1 dts (6 – 5 dtr)                                                   | Italia                                                                  | Euro 2016 - Quarti di finale                                            | -                                                                       | 72’                                                                     |
| 7-7-2016                                                                | Marsiglia                                                               | Germania                                                                | 0 – 2                                                                   | Francia                                                                 | Euro 2016 - Semifinale                                                  | -                                                                       | 50’                                                                     |
| 4-9-2016                                                                | Oslo                                                                    | Norvegia                                                                | 0 – 3                                                                   | Germania                                                                | Qual. Mondiali 2018                                                     | -                                                                       | 85’                                                                     |
| 8-10-2016                                                               | Amburgo                                                                 | Germania                                                                | 3 – 0                                                                   | Rep. Ceca                                                               | Qual. Mondiali 2018                                                     | -                                                                       | 80’                                                                     |
| 11-10-2016                                                              | Hannover                                                                | Germania                                                                | 2 – 0                                                                   | Irlanda del Nord                                                        | Qual. Mondiali 2018                                                     | 1                                                                       |                                                                         |
| 26-3-2017                                                               | Baku                                                                    | Azerbaigian                                                             | 1 – 4                                                                   | Germania                                                                | Qual. Mondiali 2018                                                     | -                                                                       | 84’                                                                     |
| 6-6-2017                                                                | Brøndby                                                                 | Danimarca                                                               | 1 – 1                                                                   | Germania                                                                | Amichevole                                                              | -                                                                       | Cap.                                                                    |
| 10-6-2017                                                               | Norimberga                                                              | Germania                                                                | 7 – 0                                                                   | San Marino                                                              | Qual. Mondiali 2018                                                     | 1                                                                       | Cap. 76’                                                                |
| 19-6-2017                                                               | Soči                                                                    | Australia                                                               | 2 – 3                                                                   | Germania                                                                | Conf. Cup 2017 - 1º turno                                               | 1                                                                       | Cap.                                                                    |
| 22-6-2017                                                               | Kazan'                                                                  | Germania                                                                | 1 – 1                                                                   | Cile                                                                    | Conf. Cup 2017 - 1º turno                                               | -                                                                       | Cap.                                                                    |
| 25-6-2017                                                               | Soči                                                                    | Germania                                                                | 3 – 1                                                                   | Camerun                                                                 | Conf. Cup 2017 - 1º turno                                               | -                                                                       | Cap. 80’                                                                |
| 29-6-2017                                                               | Soči                                                                    | Germania                                                                | 4 – 1                                                                   | Messico                                                                 | Conf. Cup 2017 - Semifinale                                             | -                                                                       | Cap.                                                                    |
| 2-7-2017                                                                | San Pietroburgo                                                         | Cile                                                                    | 0 – 1                                                                   | Germania                                                                | Conf. Cup 2017 - Finale                                                 | -                                                                       | Cap.                                                                    |
| 1-9-2017                                                                | Praga                                                                   | Rep. Ceca                                                               | 1 – 2                                                                   | Germania                                                                | Qual. Mondiali 2018                                                     | -                                                                       | 67’                                                                     |
| 4-9-2017                                                                | Stoccarda                                                               | Germania                                                                | 6 – 0                                                                   | Norvegia                                                                | Qual. Mondiali 2018                                                     | 1                                                                       |                                                                         |
| 5-10-2017                                                               | Belfast                                                                 | Irlanda del Nord                                                        | 1 – 3                                                                   | Germania                                                                | Qual. Mondiali 2018                                                     | -                                                                       | 72’                                                                     |
| 10-11-2017                                                              | Londra                                                                  | Inghilterra                                                             | 0 – 0                                                                   | Germania                                                                | Amichevole                                                              | -                                                                       | 67’                                                                     |
| 14-11-2017                                                              | Colonia                                                                 | Germania                                                                | 2 – 2                                                                   | Francia                                                                 | Amichevole                                                              | -                                                                       |                                                                         |
| 23-3-2018                                                               | Düsseldorf                                                              | Germania                                                                | 1 – 1                                                                   | Spagna                                                                  | Amichevole                                                              | -                                                                       | 68’                                                                     |
| 27-3-2018                                                               | Berlino                                                                 | Germania                                                                | 0 – 1                                                                   | Brasile                                                                 | Amichevole                                                              | -                                                                       |                                                                         |
| 2-6-2018                                                                | Klagenfurt                                                              | Austria                                                                 | 2 – 1                                                                   | Germania                                                                | Amichevole                                                              | -                                                                       | 76’                                                                     |
| 8-6-2018                                                                | Leverkusen                                                              | Germania                                                                | 2 – 1                                                                   | Arabia Saudita                                                          | Amichevole                                                              | -                                                                       |                                                                         |
| 17-6-2018                                                               | Mosca                                                                   | Germania                                                                | 0 – 1                                                                   | Messico                                                                 | Mondiali 2018 - 1º turno                                                | -                                                                       |                                                                         |
| 23-6-2018                                                               | Soči                                                                    | Germania                                                                | 2 – 1                                                                   | Svezia                                                                  | Mondiali 2018 - 1º turno                                                | -                                                                       | 46’                                                                     |
| 9-9-2018                                                                | Sinsheim                                                                | Germania                                                                | 2 – 1                                                                   | Perù                                                                    | Amichevole                                                              | -                                                                       | 46’                                                                     |
| 13-10-2018                                                              | Amsterdam                                                               | Paesi Bassi                                                             | 3 – 0                                                                   | Germania                                                                | UEFA Nations League 2018-2019 - 1º turno                                | -                                                                       | 57’                                                                     |
| 16-10-2018                                                              | Saint-Denis                                                             | Francia                                                                 | 2 – 1                                                                   | Germania                                                                | UEFA Nations League 2018-2019 - 1º turno                                | -                                                                       | 76’                                                                     |
| 8-6-2019                                                                | Barysaŭ                                                                 | Bielorussia                                                             | 0 – 2                                                                   | Germania                                                                | Qual. Euro 2020                                                         | -                                                                       | 71’                                                                     |
| 11-6-2019                                                               | Magonza                                                                 | Germania                                                                | 8 – 0                                                                   | Estonia                                                                 | Qual. Euro 2020                                                         | -                                                                       | 53’                                                                     |
| 3-9-2020                                                                | Stoccarda                                                               | Germania                                                                | 1 – 1                                                                   | Spagna                                                                  | UEFA Nations League 2020-2021 - 1º turno                                | -                                                                       |                                                                         |
| 6-9-2020                                                                | Basilea                                                                 | Svizzera                                                                | 1 – 1                                                                   | Germania                                                                | UEFA Nations League 2020-2021 - 1º turno                                | -                                                                       | 90+2’                                                                   |
| 7-10-2020                                                               | Colonia                                                                 | Germania                                                                | 3 – 3                                                                   | Turchia                                                                 | Amichevole                                                              | 1                                                                       | Cap. 23’ 59’                                                            |
| 10-10-2020                                                              | Kiev                                                                    | Ucraina                                                                 | 1 – 2                                                                   | Germania                                                                | UEFA Nations League 2020-2021 - 1º turno                                | -                                                                       | 80’                                                                     |
| 13-10-2020                                                              | Colonia                                                                 | Germania                                                                | 3 – 3                                                                   | Svizzera                                                                | UEFA Nations League 2020-2021 - 1º turno                                | -                                                                       | 77’                                                                     |
| 26-3-2022                                                               | Sinsheim                                                                | Germania                                                                | 2 – 0                                                                   | Israele                                                                 | Amichevole                                                              | -                                                                       |                                                                         |
| 29-3-2022                                                               | Amsterdam                                                               | Paesi Bassi                                                             | 1 – 1                                                                   | Germania                                                                | Amichevole                                                              | -                                                                       | 86’                                                                     |
| Totale                                                                  |                                                                         | Presenze                                                                | 58                                                                      |                                                                         | Reti                                                                    | 7                                                                       |                                                                         |

| Cronologia completa delle presenze e delle reti in nazionale ― Germania under 21 | Cronologia completa delle presenze e delle reti in nazionale ― Germania under 21 | Cronologia completa delle presenze e delle reti in nazionale ― Germania under 21 | Cronologia completa delle presenze e delle reti in nazionale ― Germania under 21 | Cronologia completa delle presenze e delle reti in nazionale ― Germania under 21 | Cronologia completa delle presenze e delle reti in nazionale ― Germania under 21 | Cronologia completa delle presenze e delle reti in nazionale ― Germania under 21 | Cronologia completa delle presenze e delle reti in nazionale ― Germania under 21 |
| Data                                                                             | Città                                                                            | In casa                                                                          | Risultato                                                                        | Ospiti                                                                           | Competizione                                                                     | Reti                                                                             | Note                                                                             |
| -------------------------------------------------------------------------------- | -------------------------------------------------------------------------------- | -------------------------------------------------------------------------------- | -------------------------------------------------------------------------------- | -------------------------------------------------------------------------------- | -------------------------------------------------------------------------------- | -------------------------------------------------------------------------------- | -------------------------------------------------------------------------------- |
| 9-8-2011                                                                         | Karlsruhe                                                                        | Germania under 21                                                                | 4 – 1                                                                            | Cipro under 21                                                                   | Qualif. Euro 2013                                                                | 1                                                                                | 80'                                                                              |
| Totale                                                                           |                                                                                  | Presenze                                                                         | 1                                                                                |                                                                                  | Reti                                                                             | 1                                                                                |                                                                                  |

## Palmarès

### Club
- Coppa di Germania: 1

Schalke 04: 2010-2011
- Supercoppa di Germania: 1

Schalke 04: 2011
- Campionato francese: 4

Paris Saint-Germain: 2017-2018, 2018-2019, 2019-2020, 2021-2022
- Coppa di Lega francese: 3

Paris Saint Germain: 2016-2017, 2017-2018, 2019-2020
- Coppa di Francia: 4

Paris Saint Germain: 2016-2017, 2017-2018, 2019-2020, 2020-2021
- Supercoppa francese: 4

Paris Saint Germain: 2017, 2018, 2019, 2020
- Campionato portoghese: 1

Benfica: 2022-2023

### Nazionale
- Campionato mondiale: 1

Brasile 2014
- Confederations Cup: 1

Russia 2017

### Individuale
- Fritz-Walter-Medaille: 1

2011 (Under-18)
- Pallone d'oro della Confederations Cup: 1

Russia 2017